# Jordi Vallès Mestres
Jordi Vallès Mestres (Barcelona, 1980) és un exjugador, tècnic i directiu de beisbol i softbol català.
Llançador format al Club Beisbol i Softbol Hèrcules l'Hospitalet, també formà part del Club Beisbol i Softbol Sant Boi i del Futbol Club Barcelona amb qui guanyà la Copa d'Europa CEB (2005 i 2007), de la qual fou escollit millor llançador del torneig (2007). Va ser jugador internacional des de l'any 1997 fins a l'any 2007 disputant 5 Campionats d 'Europa, 2 Preolímpics (Sidney 2000 y Atenes 2004) i la Copa del Món de Beisbol l'any 2005. A títol individual va guanyar el premi a Millor Llançador d'Espanya 3 vegades i d'Europa l'any 1998. El 2013 va ocupar el càrrec de vicepresident de la Federació Catalana de Beisbol i Softbol i des del 2014 n'ocupa la presidència. L'any 2013 i fins a 2016 va ser el Director de Competicions i Promoció de la Real Federación Española de Béisbol y Sófbol, a més, va ser nomenat District Administrator dels programes Little League Baseball and Softball International a Espanya. El 2015 i fins al 2017 fou membre de la Comissió Tècnica Europea de la Confederació Europea de Beisbol, actuant com a delegat i comissari tècnic de varies competicions europees. Director adjunt en l'organització de l'Eurobeisbol 2007 de seleccions nacionals, director de la primera fase de la Copa del Mon de Beisbol 2009 de la WBSC (World Baseball Cup) i director de l'Eurojunior de Softbol de l'any 2016 a Sant Boi i Gavà. Renova el seu càrrec com a President l'any 2018.